# Сенегальско-французские отношения
Сенегальско-французские отношения — двусторонние дипломатические отношения между Францией и Сенегалом. Обе страны являются полноправными членами Франкофонии и Всемирной торговой организации.

## История
Отношения между Францией и Сенегалом начались ещё в 1300-х годах, когда французские купцы путешествовали и торговали среди современного сенегальского побережья. Франция экспортировала ткань, железо и мушкеты в Сенегал, а также импортировала текстиль, слоновую кость, специи и рабов. В 1659 году Франция основала торговый пост в современном Сен-Луи. В результате Семилетней войны (1754—1763) между Францией и Великобританией. Франция потеряла свои владения Сен-Луи, однако они были возвращены Франции в 1783 году в результате победы Франции во время Американской войны за независимость.
Во время Наполеоновских войн Великобритания захватила французские владения в Сенегале, а в 1807 году Великобритания провозгласила отмену работорговли, известной как «закон о работорговле 1807 года». В 1816 году Великобритания вернула Франции свои владения в Сенегале. Во время «схватки за Африку» Франция начала вводить контроль над рекой Сенегал и внутренними районами страны. К 1895 году Сенегал стал частью французской колонии в Западной Африке со столицей в Сент-Луисе, а в 1902 году столицу перенесли в Дакар.
Во время Первой и Второй Мировых войн сенегальские солдаты, известные как сенегальские Тирайеры, сражались в обеих войнах за Францию. После освобождения Парижа и окончания Второй мировой войны Сенегал стал частью французского союза в 1946 году.

### Независимость и современность
В апреле 1959 года Сенегал и Мали объединились в Федерацию Мали и провозгласили независимость от Франции в июне 1960 года. Два месяца спустя Федерация распалась, и Сенегал стал независимым государством в августе 1960 года. Франция и Сенегал вскоре установили дипломатические отношения. Сегодня Франция и Сенегал тесно сотрудничают в региональных делах Западной Африки и поддерживают тесные культурные и политические отношения. В 2010 году Франция закрыла свою военную базу в Сенегале, однако она поддерживает военно-воздушную базу в Международном аэропорту имени Леопольда Седара Сенгора в Дакаре.
1 июля 2025 года Франция передала Сенегалу совместную станцию Rufisque. Эта станция, действующая с 1960 года, отвечала за связь на южном побережье Атлантического океана. Она также служила станцией прослушивания в борьбе с морской торговлей. Передача была осуществлена без церемоний, ограничившись подписанием отчета. Планируется передача последней оставшейся военной инфраструктуры в Сенегале сенегальским властям. 18 июля 2025 года два военных объекта будут возвращены сенегальскому правительству: база аэропорта и лагерь Geille, участок площадью 5 гектаров, расположенный в Уакаме. Четыре виллы, расположенные в Плато, недалеко от порта, также будут переданы сенегальским властям..

## Торговля
Товарооборот между Францией и Сенегалом в 2015 году составил €853 млн. Сенегал является 57-м крупнейшим торговым партнёром Франции в мире и третьим по величине из Африки.

## Дипломатические миссии
Сенегал имеет посольство в Париже и генеральные консульства в Бордо, Лионе и Марселе, а также консульское учреждение в Гавре. В свою очередь, Франция имеет посольство в Дакаре.